# Розовка (Широковский район)
Розовка (укр. Розівка) — село,
Николаевский поселковый совет,
Широковский район,
Днепропетровская область,
Украина.
Код КОАТУУ — 1225855307. Население по переписи 2001 года составляло 187 человек .

## Географическое положение
Село Розовка находится на левом берегу реки Вербовая,
выше по течению на расстоянии в 6 км расположено село Авдотьевка.
На расстоянии в 3,5 км расположено село Плугатарь.

## Национальный состав
По переписи 2001 года, 93,05 % населения в качестве родного языка указали украинский; 4,28 % — русский; по 1,07 % армянский и молдавский.